# VR-Baureihe Sm2
Die Finnische Staatsbahnen Valtionrautatiet beschafften von 1975 bis 1981 insgesamt 50 elektrische Triebwagen der Baureihe Sm2 für den Einsatz im Regionalverkehr und für den Schienennahverkehr in der Region Helsinki. Die Bezeichnung Sm leitet sich dabei von den finnischen Wörtern für Strom (sähkö) und Motorwagen (moottorivaunu, als Synonym für Triebwagen) ab.

## Technische Details
Wie auch bei der Vorgängerbaureihe Sm1 fertigte Valmet in Tampere die Wagen und Strömberg lieferte die elektrischen Anlagen. Durch den Einsatz von Aluminium statt Stahl konnte das Gewicht im Vergleich zu Sm1 von 94 auf 77 Tonnen gesenkt werden. Die Triebwagen verkehren immer mit einem Steuerwagen der Baureihe Eioc. Beide Fahrzeuge besitzen je 100 Sitzplätze. Jede der vier Achsen des Triebwagens wird durch einen Elektromotor Strömberg GHAU/H 7224 angetrieben, was eine Antriebsleistung von 620 kW je Zug ergibt.

## Einsatz
Zwischen 2002 und 2011 wurden die Wagen grundlegend überholt und modernisiert, um sie bis in die 2020er Jahre einsetzen zu können. Für den Vorortverkehr von Helsinki wurden Triebzüge der Serien Sm4 und Sm5 (FLIRT) beschafft. Der Verkehrsverbund Helsinki (HSL) informierte am 8. Juni 2017, dass die letzten Sm2-Lokalzüge ab dem 19. Juni 2017 durch FLIRT-Fahrzeuge abgelöst werden.
Die Sm2 werden nunmehr im Lokalverkehr auf Strecken wie Riihimäki–Tampere und Riihimäki–Lahti–Kotka eingesetzt.

## Redesign
Für die Baureihe ist ein erneutes Redesign vorgesehen. Sm2 6074 wurde am 24. Oktober 2019 zusammen mit Sm2 6071 von Joensuu nach Ilmala geschleppt, wo sie seit dem 17. Oktober 2016 abgestellt waren. Jetzt wurden die Sitzbänke und der Bodenbelag erneuert und die Innenbeleuchtung durch LED-Leuchten ersetzt. Dazu kam eine Neulackierung in grün/weiß. Am 25. Mai 2020 unternahm die Zugeinheit eine Probefahrt vom Ilmala nach Kerava und zurück. Am 4. Juni 2020 wurde die Einheit wieder im Regelbetrieb nach Riihimäki eingesetzt. Alle Triebwagen der Baureihe Sm2 sollen dieses Redesign durchlaufen.
VR hat 14 Einheiten außer Betrieb genommen und ihnen die für das Rededign erforderlichen Teile entnommen. Damit soll der Lebenszyklus der Flotte bis 2030 verlängert werden. Drei Einheiten verbleiben als Ersatzteilspender im Besitz von VR.

## Weitere Verwendung
Im Februar 2022 wurde Suomen Lähijunat Oy (deutsch in etwa: Finnische Lokalzüge) gegründet. Das Unternehmen hat am 6. September 2022 die elf abgestellten und nicht mehr verwendeten Sm2-Züge 6054, 6057, 6058, 6063, 6068, 6076, 6082, 6089, 6092, 6095 und 6099 von VR gekauft, wird diese instand setzen und damit Nahverkehr durchzuführen.
Angedacht ist die Bedienung der Strecke Turku–Uusikaupunki–Hangonsaari, die im Personenverkehr nicht mehr befahren wird. Diese etwa 68 Kilometer lange Strecke wurde zwischen 2018 und 2021 elektrifiziert. Zwischen Turku und Uudenkaupunki sind grundlegende Verbesserungen geplant. Neben der Verminderung von Bahnübergängen und der Verbesserung des Oberbaus und der Gleisentwässerung soll zudem der Abschnitt zwischen Raisio und Naantali ebenfalls elektrifiziert werden. Die weiteren Fahrzeuge sollen in eine zu gründende Gesellschaft übertragen werden, die diese getrennt von VR verwaltet.
Die bei VR verbliebenen Sm2-Züge sollen ab dem Jahr 2026 sukzessive durch Sm4-Züge ersetzt werden, die wiederum durch Neufahrzeuge der Baureihe Sm5 freigesetzt werden.